# Bertha Newcombe

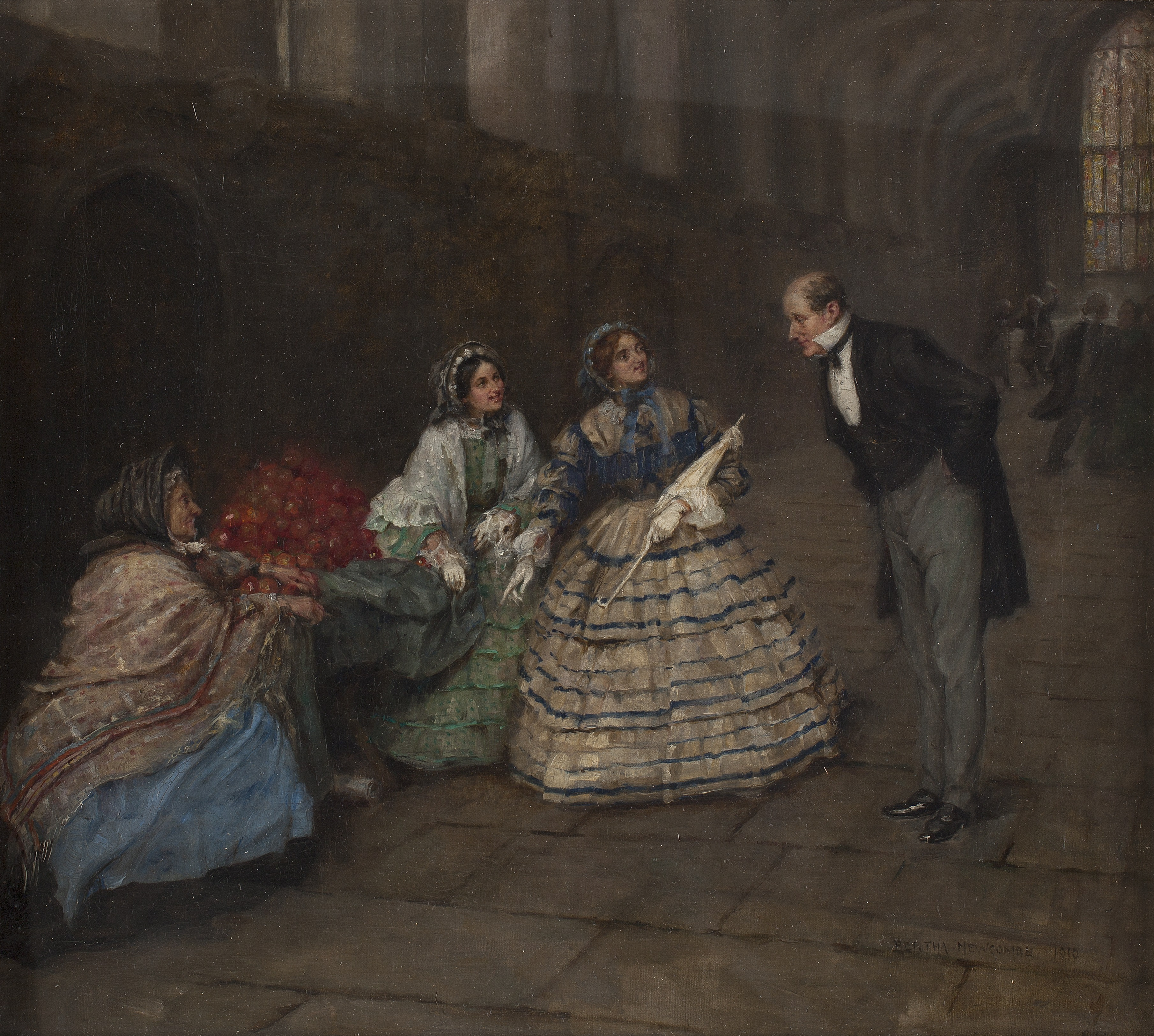
Elizabeth Garrett und Emily Davies übergeben 1860 die erste Petition für ein Frauenwahlrecht an John Stuart Mill. (Newcombes Bild von 1910)

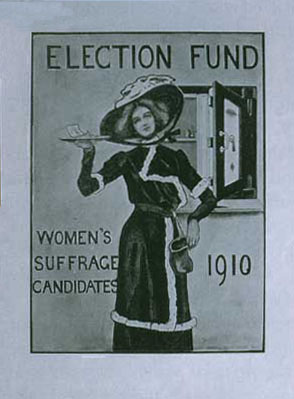
Artists’ Suffrage League (1910)

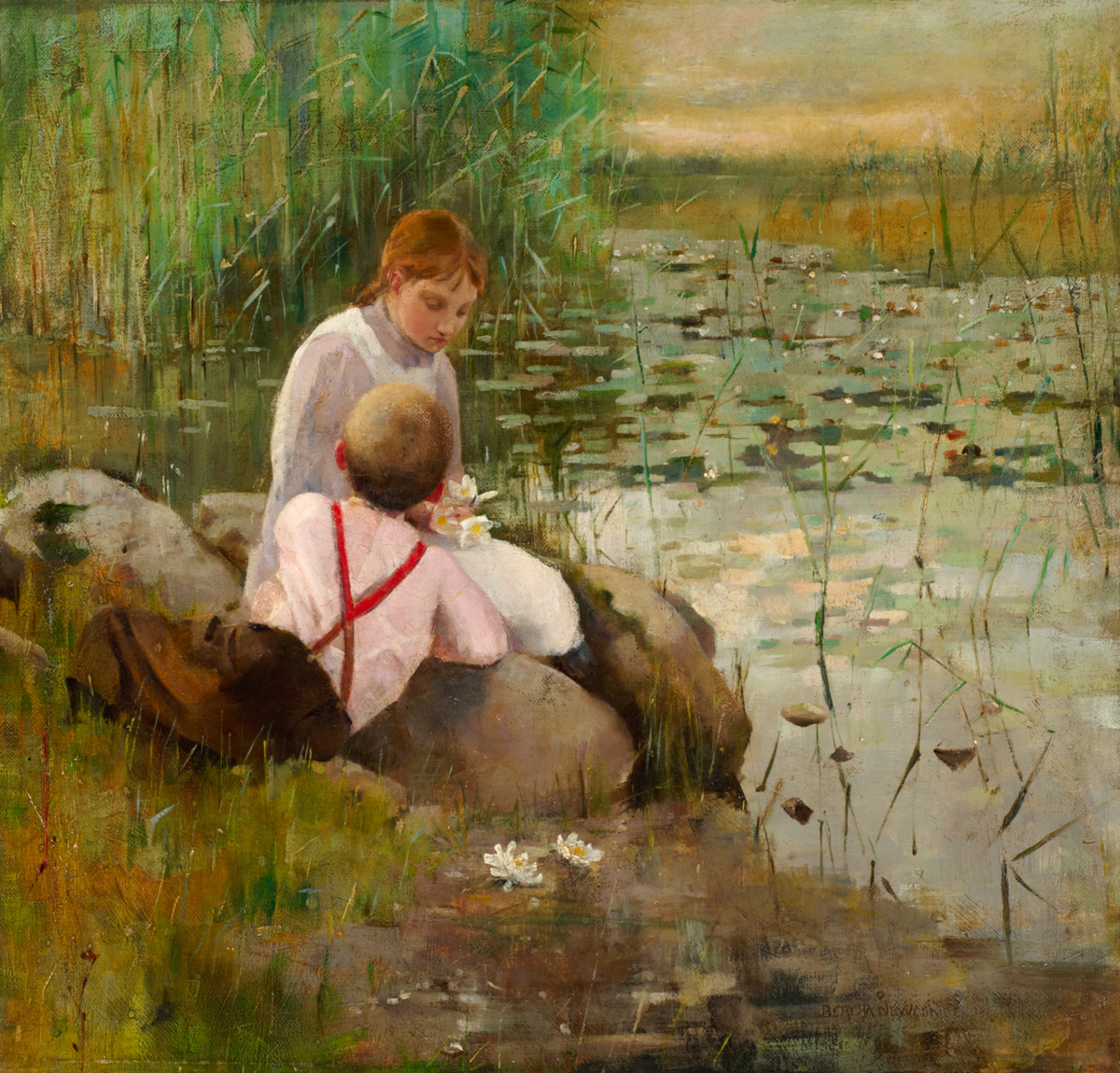
Seerosen

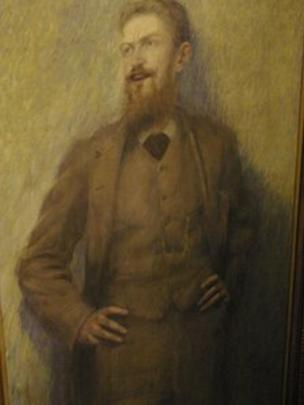
George Bernard Shaw (1892)
„Shaw - fulllength, with his rea-gold hair an laughing blue eyes and his mouth slight open..., a powerful picture in which the love of the woman had given genius to the artist,,,“, Beatrice Webb,
Diary, 9. März 1897

Bertha Newcombe (geboren 1857 in Lower Clapton, London Borough of Hackney; gestorben 1947 in Petersfield (Hampshire)) war eine britische Malerin und Suffragette.

## Leben
Bertha Newcombe war eine Tochter des Lehrers, Amateurmalers und Fotografen Samuel Prout Newcombe und der Hannah Prout Newcombe. Die Eltern engagierten sich in den 1890er Jahren für das Frauenwahlrecht. Die Familie war wahrscheinlich mit den Malern John Skinner Prout und Samuel Prout verwandt, Bertha Newcombe vermachte fünf Bilder Samuel Prouts an die Southampton Art Gallery.
Bertha Newcombe besuchte 1876 die Slade School of Fine Art, wo sie eine der ersten Frauen war, die zugelassen wurden. Seit 1888 war sie Mitglied im New English Art Club. Ab 1881 wurde sie wiederholt vom The Magazine of Art lobend erwähnt und ebenso bei einer Ausstellung im Jahr 1882 vom Fortnightly Review. Von ihr wurden über die Jahre sieben Bilder bei Ausstellungen in der Royal Academy of Arts gezeigt. Newcombe illustrierte eine Vielzahl belletristischer Bücher. 1894 besuchte sie in Paris die Académie Colarossi. Sie korrespondierte mit dem US-amerikanischen Maler James McNeill Whistler und erhielt nach dessen Ableben im Jahr 1903 das Ehrenamt als Sekretärin des Whistler Memorial Funds.
Newcombe war in den Frauenorganisationen Society of Women Artists, Society of Lady Artists und in der Artists’ Suffrage League aktiv. Anfang der 1890er Jahre wurde sie Mitglied der Fabian Society, in der George Bernard Shaw eine führende Rolle spielte. 1892 saß Shaw in Newcombes Atelier für ein Porträt, woraus eine einseitige Liebesbeziehung entstand. Im Frühjahr 1895 war sie (die „Fabian artist“) neben Beatrice Webb die einzige Frau in einer Gesellschaft aus den Webbs, Herbert Samuel, Charles P. Trevelyan, Shaw und zwei weiteren Männern, die  einen Kurzurlaub in Beachy Head machten.  Als Shaw 1897 ihr die sehr wohlhabende Charlotte Payne-Townshend vorzog und diese heiratete, war es an Beatrice Webb, die ihrer Illusionen beraubte Freundin wieder aufzurichten.
In der Frauenrechtsbewegung gehörte Newcombe dem gemäßigten Flügel der London Society for Women's Suffrage an, der sich von den gewaltsamen Aktionen der Women’s Social and Political Union abgrenzte. Newcombe engagierte sich später auch für soziale Belange der Frauen und vermachte ihr Vermögen einer Wohnstiftung für Frauen.

## Buchillustrationen (Auswahl)
- Orme Agnus: Sarah Tuldon : a woman who had her way. Illustrationen Bertha Newcombe. Boston : Little, Brown, and Co., 1904
- Jane Barlow: Maureen’s fairing, and other stories. Illustrationen Bertha Newcombe. London : J.M. Dent, 1895
- Jane Barlow: Mrs. Martin’s company and other stories. Illustrationen Bertha Newcombe. London : J.M. Dent, 1896
- Rosa Nouchette Carey: My Lady Frivol. Illustrationen Bertha Newcombe. London : Hutchinson & Co., 1899
- George Eliot: The mill on the Floss. Illustrationen Bertha Newcombe. London : Ward, Lock & Co., 1925
- Evelyn Everett-Green: The master of Marshlands. Illustrationen Bertha Newcombe. London : Ward, Lock & Co., 1906
- Henry Stephens Salt: Richard Jefferies : a study. Illustrationen Bertha Newcombe. London : Swan Sonnenschein & Co., 1894
- Hesba Stretton: Lost Gip. Illustrationen Bertha Newcombe und H.J.A. Miles
- Oswald Wildridge: Margery Manesty. Illustrationen Bertha Newcombe. London : Ward, Lock & Co., 1907